# Chamaegeron bungei
Chamaegeron bungei là một loài thực vật có hoa trong họ Cúc. Loài này được (Boiss.) Botsch. mô tả khoa học đầu tiên năm 1954.